# GAC Motor

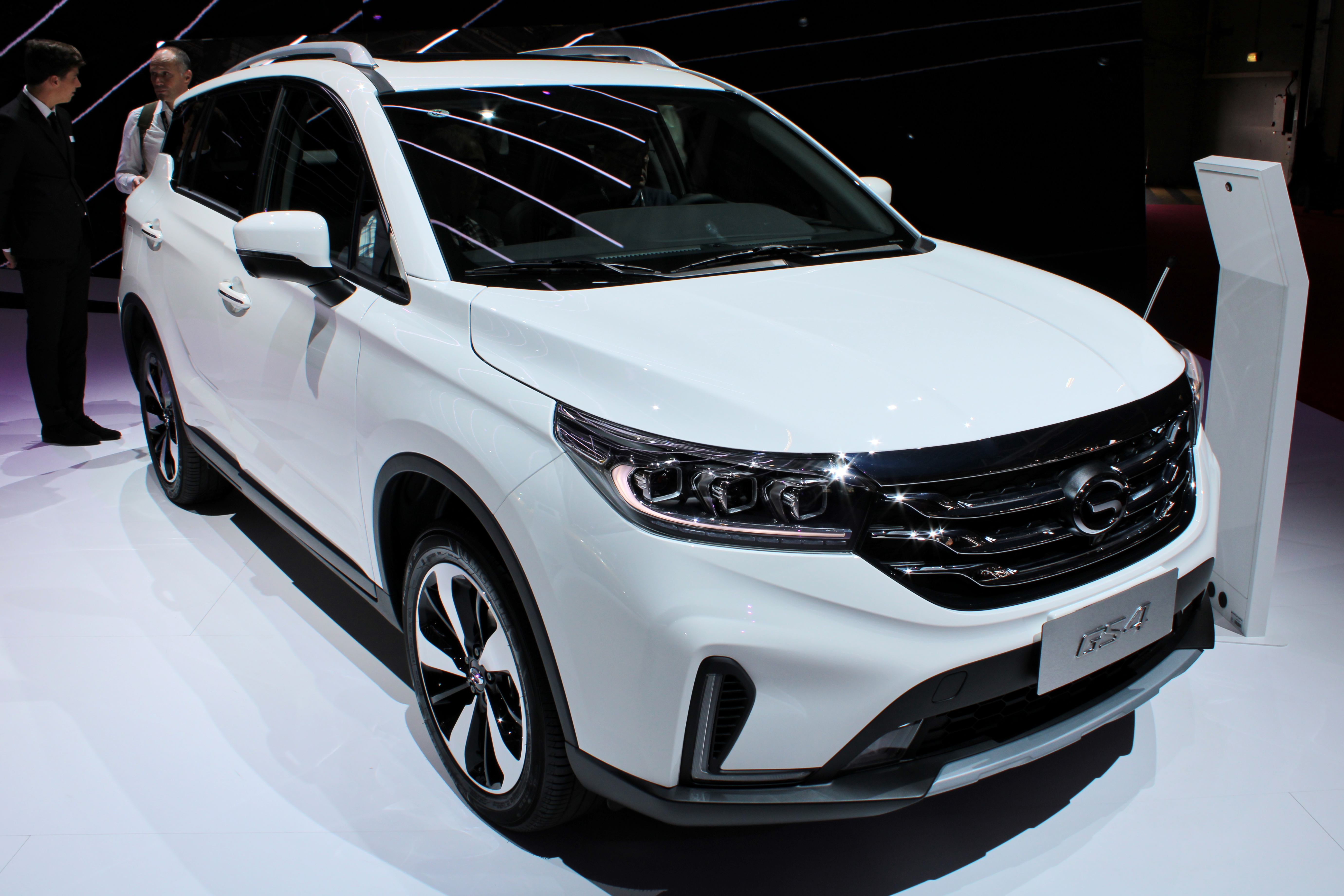
GAC Trumpchi GS 4

GAC Motor (chinesisch 广汽传祺汽车销售有限公司, Pinyin Guǎngqì Chuánqí Qìchē Xiāoshòu Yǒuxiàn Gōngsī) ist ein Hersteller von Automobilen aus der Volksrepublik China.

## Unternehmensgeschichte
Das Unternehmen wurde am 21. Juli 2008 in Guangzhou gegründet. Es gehört zur Guangzhou Automobile Industry Group. 2010 begann die Produktion von Automobilen. Der Markenname lautete GAC Trumpchi (eine freie lautliche Wiedergabe von 传祺 bzw. „Glücksbringer“).

## Fahrzeuge
Im Dezember 2010 wurde die Submarke GAC Trumpchi eingeführt.
Die Verkaufszahlen waren von 2014 bis 2019 im sechsstelligen Bereich.